# Goulolo (Ort, Aituto)
Goulolo (Kulolo) ist eine osttimoresische Siedlung im Suco Aituto (Verwaltungsamt Maubisse, Gemeinde Ainaro).
Das Dorf liegt im Zentrum der Aldeia Goulolo, auf einer Meereshöhe von 1330 m. Nördlich fließt der Fluss Colihuno, ein Nebenfluss des Carauluns. Nur kleine, unbefestigte Pisten führen in das Gebiet. Südwestlich liegt mit Mau-Lefo das nächste Nachbardorf.